# BELIEVE (D-SHADEの曲)
『BELIEVE』（ビリーブ）は、日本のヴィジュアル系ロックバンド、D-SHADEの2枚目のシングル。
2021年、ドラムのYUJIが自身のYouTubeチャンネルでセルフカバーを配信。

## 解説
- メジャーデビュー・シングル。
- ANB系『ナイナイナ』テーマソング。

## 収録曲
1. BELIEVE (4:34)
作詞:HIBIKI、作曲:KEN、編曲:D-SHADE・M.N.R.G
2. Nothing (1:32)
作詞:KEN、作曲:KEN、編曲:D-SHADE・M.N.R.G